# Zhuandou
Zhuandou (kinesiska: Chuan-tou-p’u, 转斗) är en sockenhuvudort i Kina. Den ligger i provinsen Sichuan, i den sydvästra delen av landet, omkring 300 kilometer nordost om provinshuvudstaden Chengdu. Zhuandou ligger 664 meter över havet och antalet invånare är 4 924. Befolkningen består av 2 465 kvinnor och 2 459 män. Barn under 15 år utgör 20,0 %, vuxna 15-64 år 69 %, och äldre över 65 år 10,0 %.
Runt Zhuandou är det ganska tätbefolkat, med 185 invånare per kvadratkilometer. Närmaste större samhälle är Zhongzi, 4,4 km sydväst om Zhuandou. I omgivningarna runt Zhuandou växer i huvudsak blandskog.
Genomsnittlig årsnederbörd är 1 170 millimeter. Den regnigaste månaden är juli, med i genomsnitt 268 mm nederbörd, och den torraste är december, med 2 mm nederbörd.